# Gottfried Vollmer
Pour les articles homonymes, voir Vollmer.
Gottfried Vollmer, né le 7 juillet 1953 à Göttingen, est un acteur allemand.

## Biographie
Il a pris ses cours dans l’établissement d’enseignement supérieur des Arts de Berlin, ville dans laquelle il vit. Il a à son actif des petits rôles dans des séries comme « Büro, Büro » connue en Allemagne.
Mais on le remarquera plus vite dans Alerte Cobra (Alarm für Cobra 11 - Die Autobahnpolizei), qu’il rejoindra à la troisième saison pour être Boris Bonrath (VO: Dieter Bonrath), le collègue en uniforme de Grandberger puis de Jenny Dorn à partir de 2011. Boris est sympathique sauf qu’il a la particularité d’être un peu tête en l’air. Il perdra la vie dans la 37e saison de la série en 2015.
Vollmer a notamment interprété le père d’Alex, Eric Degenhardt, dans la série Ma vie à moi.

## Filmographie
- Alerte Cobra : Boris Bonrath (1996-2015)
- Ma vie à moi